# Șimand
Șimand – wieś w Rumunii, w okręgu Arad, w gminie Șimand. W 2011 roku liczyła 3982 mieszkańców. 